# 2109 Dhotel
A 2109 Dhotel (ideiglenes jelöléssel 1950 TH2) a Naprendszer kisbolygóövében található aszteroida. Sylvain Julien Victor Arend fedezte fel 1950. október 13-án.